# بروذر جون سيلرز
بروذر جون سيلرز (بالإنجليزية: Brother John Sellers)‏ هو مغني أمريكي، ولد في 27 مايو 1924، وتوفي في 27 مارس 1999.

## وصلات خارجية
- بروذر جون سيلرز على موقع ميوزك برينز (الإنجليزية)